# Jean-Louis Bory
Jean-Louis Bory (Méréville (Essonne), 25 giugno 1919 – Méréville (Essonne), 11 giugno 1979) è stato uno scrittore, giornalista, critico cinematografico e sceneggiatore francese.

## Biografia
Il padre di Jean-Louis Bory era un farmacista amante dell'acquerello e sua madre una maestra. Jean-Louis compì brillanti studi secondari al liceo di Étampes; dopo la maturità fu ammesso alla classe preparatoria al concorso dell'École normale supérieure al Lycée Henri-IV di Parigi. Dopo aver fallito il concorso del 1939, fu richiamato alle armi, e restò militare fino all'ottobre 1942. Durante l'occupazione tedesca partecipò al maquis di Orléans e Angerville e alla Liberazione nel luglio 1945 entrò in ruolo come insegnante di lettere al liceo di Haguenau.

### Insegnante dal 1945 al 1962
Nell'autunno del 1945, le edizioni Flammarion pubblicarono il suo primo romanzo - Mon village à l'heure allemande, scritto, stando alle indicazioni delle ultime righe del libro, tra maggio a luglio 1944 a Méréville - che venne premiato con il premio Goncourt del 1945 con il sostegno di Colette
. Il libro ricevette un'accoglienza eccezionale da parte del pubblico (500.000 copie, di cui 300.000 in Francia). I diritti d'autore gli permisero di riscattare la proprietà acquisita nel 1880 dai nonni a Méréville e successivamente appartenuta alla contessa Cally. Paradossalmente tuttavia, l'ottenimento del premio Goncourt sarà un «peso» da portare, che lo scrittore non riuscirà ad assumersi.
Nel 1947 uscì il suo secondo libro, Chère Aglaé, che non ebbe lo stesso successo. Nel 1948 il professor Bory fu trasferito nella regione parigina al liceo pilota di Montgeron, annesso al liceo Henri IV.
In questo periodo collaborò a La Gazette des Lettres, con Robert Kanters, Paul Guth e François Mauriac. 
Politicamente, Jean-Louis Bory appartiene a una generazione delusa dal fatto che dopo la guerra non c'era stato il passaggio «dalla Resistenza alla Rivoluzione». Sollecitato da Louis Aragon ad iscriversi al Partito comunista francese, si limitò all'adesione ad organizzazioni vicine al partito come il Mouvement de la paix (declinazione francese dei Partigiani della Pace), il Comité national des écrivains o l'associazione Francia-URSS.
Nel 1951 Bory passò al liceo Voltaire di Parigi; nel 1952 debuttò nel giornalismo su Samedi Soir
. 
Nel 1955 seguì il suo amico François Erval al settore letterario de L'Express, settimanale che sosteneva le idee di Pierre Mendès France, collaborazione che mantenne fino al 1965. 
Nel 1956 ruppe completamente con i comunisti in seguito all'intervento sovietico a Budapest, contro il quale firmò una petizione con Edgar Morin, Gilles Martinet, Jean-Marie Domenach e Georges Suffert. Si dimise anche dal Comitato d'onore dell'associazione Francia-URSS.
Ciò non gli impedì di esprimere le sue posizioni terzomondiste e anticolonialiste. Nel 1960, dopo aver firmato il Manifesto dei 121 fu sospeso dall'insegnamento. Fu reintegrato dopo pochi mesi, ma questo evento segnò una rottura nel suo rapporto con la professione. 
In quell'anno entrò a far parte del comitato di redazione dei Cahiers des saisons, rivista dove pubblicò brevi testi letterari. Nel 1961 sostituì François Truffaut come critico cinematografico al settimanale Arts. L'anno successivo abbandonò definitivamente l'insegnamento e anche la collaborazione a La Gazette des Lettres per dedicarsi al giornalismo e alla letteratura, anche se subì un nuovo fallimento letterario con la pubblicazione di L’Odeur de l’herbe nel 1962.

### Critico
Entrare nel programma radiofonico Le Masque et la Plume, nel 1964, assicurò a Bory un pubblico che contribuì al suo successo come critico
. 
Dal gennaio 1965, Guy Dumur gli offrì di proseguire le sue critiche letterarie al Nouvel Observateur. Qui Bory dichiarò di sentirsi «politicamente in famiglia», mantenendo tuttavia sempre distinte le affinità politiche dalle affinità letterarie. Così, contribuì a riabilitare Céline prima ancora di fare amicizia con Paul Morand e Jacques Chardonne. 
Dal novembre 1966 al 1971 fu il critico cinematografico del Nouvel Observateur insieme a Michel Mardore. 
Celebre per i titoli che lo contrapponevano a Georges Charensol e a Michel Aubriant a Le Masque et la plume, difese in particolare il cinema del terzo mondo, particolarmente africano e arabo. 
Nel maggio 68 fu uno dei leader della contestazione del Festival di Cannes 1968, della cui giuria era stato membro l'anno precedente e della cui commissione di selezione continuerà peraltro ad essere membro dal 1970 al 1973.
Bory non interveniva nelle scelte del giornale anche se le trovava politicamente discutibili. Ma telefonava regolarmente al direttore (Jean Daniel) per dargli la sua opinione su qualche editoriale. Difese così la causa palestinese, trovandola insufficientemente difesa. Difese film d'avanguardia o apparentemente scandalosi impegnati a mettere in discussione la società, le sue istituzioni e i suoi valori tradizionali. Oltre a film esplicitamente politici che sosteneva al di fuori di ogni considerazione artistica, difese un cinema il cui aspetto contestatario non era tanto legato al soggetto quanto alla sovversione del linguaggio cinematografico tradizionale.
Godard, Robbe-Grillet, Resnais, Pasolini, Duras e i fratelli Taviani sono tutti registi che gli furono cari. Difensore di una cultura «alternativa», si mostrò spesso aggressivo nei confronti dei film di consumo che non mettevano in discussione né i tabù della morale e della vita sociale, né le abitudini di vedere e di pensare. Il suo disprezzo per il cinema di Michel Audiard, Bourvil o Louis de Funès, che egli giudicava borghese e qualunquista, è paragonabile solo a quello che nutriva per film come quelli di Henri Verneuil o di Claude Lelouch, che mettendo in scena personaggi socialmente «arrivati» fornivano al pubblico rappresentazioni del mondo e della società che legittimavano la destra. 

### Militanza omosessuale e morte
Gli anni '70 sono caratterizzati per Bory dalla sua lotta per i diritti degli omosessuali. Produce allora opere autobiografiche come  La Peau des zèbres nel 1969, ma è soprattutto in Ma moitié d'orange (1973) che Bory annuncia pubblicamente la propria omosessualità, che diventa militante. 
Parallelamente a questa lotta pubblica diversi saggi dedicati al romanzo popolare - come Eugène Sue, dandy mais socialiste nel 1973 - e un saggio storico, La Révolution de Juillet ou les Trois Glorieuses nel 1972. 
Nel 1976 ha testimoniato nel documentario Chantons sous l'Occupation di André Halimi.
Caduto in depressione, Bory morì suicida a Méréville nella villa "La Calife" (costruita dai suoi nonni e da lui riacquistata nel 1945 grazie al successo di Mon village à l'heure allemande dove visse fino alla morte) l'11 giugno 1979.

## Opere

### Romanzi
- Mon village à l'heure allemande, Flammarion, 1945, prix Goncourt 1945.
- Chère Aglaë, Flammarion, 1947.
- Fragile ou le Panier d'œufs, Flammarion, 1950.
- Un Noël à la tyrolienne, Pierre Horay, 1952.
- Une vie de château, Flammarion, 1954.
- La Sourde Oreille Julliard,1958
- Usé par la mer, Julliard, 1959.
- L'Odeur de l'herbe, Julliard, 1962.
- La Peau des zèbres, Gallimard, 1969.
- Voir les passants ou les miettes célibataires, Gallimard, 1975.
- Tous nés d'une femme (La Peau des zèbres II), Gallimard, 1976.
- Le Pied, Belfond, 1977.
- Un prix d'excellence, Gallimard, 1986.

### Saggi
- Pour Balzac et quelques autres, Éditions Julliard, 1960.
- Eugène Sue, dandy mais socialiste, Éditions Hachette, 1962.
- La Révolution de Juillet, Gallimard, 1972.
- Ma moitié d'orange, Éditions Julliard, collection « Idée fixe », 1973. Réédition avec une préface de Dominique Fernandez, H&O, collection « Classiques H&O poche », Béziers, 2005, 128 p. (ISBN 2-84547-110-6).
- Tous nés d'une femme, Éditions Gallimard, 1976.
- «Vivre à midi», dans Comment nous appelez-vous déjà ? Ces hommes que l'on dit homosexuels, en collaboration avec Guy Hocquenghem, Paris, Calmann-Lévy, 1977.
- Les cinq girouettes ou Servitudes et souplesses de Son Altesse Sérénissime le Prince Archichancelier de l'Empire Jean-Jacques-Régis de Cambacérès, Duc de Parme, Paris, 1979 ( (ISBN 2913867316)).

### Sul cinema
- Cinéma I : Des yeux pour voir, 10/18, 1971.
- Cinéma II : La Nuit complice, 10/18, 1972.
- Cinéma III : Ombre vive, 10/18, 1973.
- Cinéma IV : L’Écran fertile, 10/18, 1974.
- Cinéma V : La Lumière écrit, 10/18, 1975.
- Cinéma VI : L’Obstacle et la gerbe, 10/18, 1976.
- Cinéma VII : Rectangle multiple, 10/18, 1977.
- Cinéma VIII : Dernières chroniques cinématographiques. 1977-1979, Mémoire du Livre, 2000.
- Questions au cinéma, Éditions Stock, 1973.

### Sceneggiature
- Roger la Honte (Trappola per l'assassino) di Riccardo Freda (1966)
- Le Père Goriot (du roman d'Honoré de Balzac), téléfilm de Guy Jorré (1972).
- D'Artagnan amoureux (du roman de Roger Nimier) mini-série en cinq épisodes de Yannick Andréi (1972).

### Teatro
- Le Chevalier d'Olmedo de Lope de Vega, mise en scène Albert Camus, Festival d'Angers 1957